# Ульяновский (Приморско-Ахтарский район)
Ульяновский — упразднённый хутор в Приморско-Ахтарском районе Краснодарского края России. На момент упразднения входил в состав Степного сельского округа. В 2003 году хутор исключён из учётных данных.

## География
Располагался южнее лимана Сингили, примерно в 6 км (по прямой) к северо-западу от окраины хутора Батога.

## История
Хутор Ульяновский был основан в 1880 году. В 1926 году хутор состоял из 48 хозяйства. В административном отношении являлся центром Ульяновского сельсовета Приморско-Ахтарского района Кубанского округа Северо-Кавказского края.
Постановление Законодательного Собрания Краснодарского края № 133-П от 26.03.2003 г. хутор исключён из учётных данных.

## Население
По переписи 1926 г. на хуторе проживало 278 человек (148 мужчин и 130 женщин), основное население — украинцы.
По данным на 1999 год на хуторе проживал один человек.
По итогам переписи 2002 года на хуторе отсутствовало постоянное население.